# Tom Priestley (Produzent)
Tom A. Priestley (* 29. September 1917 in Fort Lee (New Jersey); † 28. Januar 1993) war ein US-amerikanischer Produzent, Regisseur und Fotojournalist.

## Leben
Tom Priestley studierte an der St. John’s University.
Während des Zweiten Weltkriegs diente er als Berichterstatter für Universal Pictures. Als solcher folgte er den Truppen von General George S. Patton und fertigte Aufnahmen vom befreiten KZ Buchenwald. Er wurde dann zum asiatischen Kriegsschauplatz gesandt, wo er unter anderem die Kapitulation der japanischen Streitkräfte auf der USS Missouri fotografierte.
Nach dem Krieg war er bei den Fernsehsendern NBC und ABC tätig. Er erstellte für die Sender über dreihundert kulturelle und Nachrichtenbeiträge und wurde für diese neunmal mit dem Emmy Award ausgezeichnet. Für den Dokumentarfilm The Killing Ground wurde Priestley 1980 für den Oscar in der Sparte Dokumentarfilm nominiert.
Priestley starb 1993 während der Fahrt zu seinem Arzt in Manhattan an einem Herzanfall.